# Prieuré Notre-Dame de l'Oder d'Ambialet
Le prieuré Notre-Dame de l'Oder est un édifice religieux situé à Ambialet, dans le département du Tarn en France. La chapelle est classée auprès des monuments historiques depuis le 12 juillet 1886.

## Origine

### Site

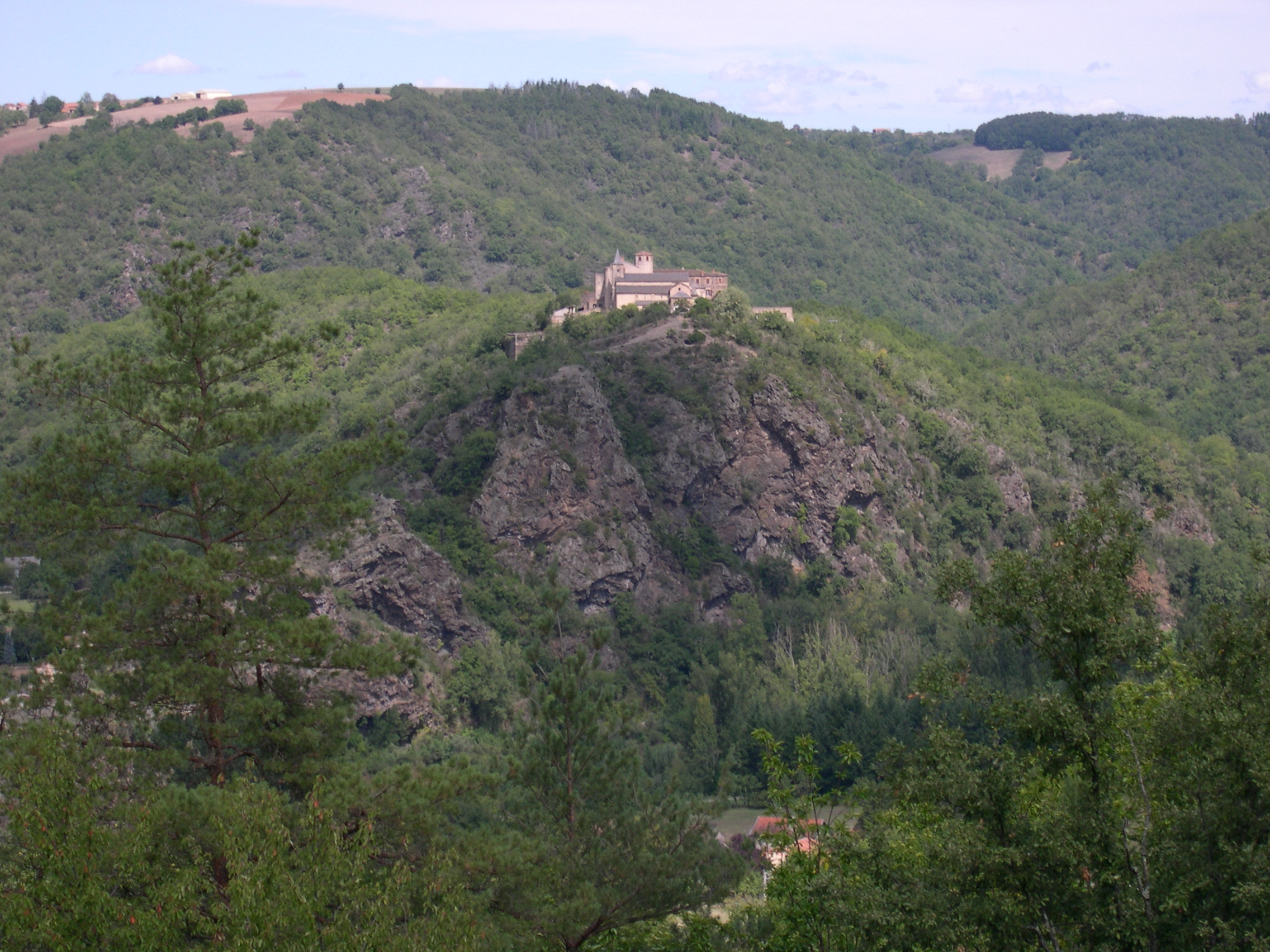
Presqu'île d'Ambialet dominée par le prieuré.

Ambialet est situé sur une barre rocheuse très dure qui a interrompu le cours de la rivière Tarn, l'obligeant à faire une courbe de trois kilomètres pour revenir à quelques mètres de son point de départ. La presqu'île ainsi formée est une crête rocheuse pentue. C'est au sommet de cette crête que le prieuré a été érigé.

### Historique
Un monastère a été construit sous l'égide des vicomtes d'Albi. En 1057, le monastère devient prieuré en étant remis aux bénédictins de l'abbaye Saint-Victor de Marseille, en même temps que l'église paroissiale d'Ambialet. Frotaire/Frothaire II, évêque de Nîmes, et son neveu Raymond-Bernard Trencavel, vicomte d'Albi, cèdent "le mont qu'on appelle de la Voute" près du castrum d'Ambialet hérité de ses parents à Dieu et "à l'autel de sainte Marie situé en ce lieu dans une église d'antique fondation". En 1079, le pape Grégoire VII confirme à l'abbé Bernard les possessions de Saint-Victor de Marseille. Cet acte est renouvelé en 1135 par le pape Innocent II. En 1150, Raimond Ier Trencavel (qui succède à Roger Ier Trencavel) renonce à son droit d'albergue dans le prieuré. 
Après le rattachement de la vicomté d'Albigeois à la couronne de France et la chute des Trencavels (avec la croisade des albigeois), le monastère perd progressivement son importance. À partir de 1453 il passe sous la domination du chapitre de Montpellier. Il est abandonné pendant les guerres de religion et le curé d'Ambialet est chargé de percevoir les maigres bénéfices pour le chapitre. À la Révolution les ruines échoient à la commune d'Ambialet,. En 1865, l'ordre des franciscains le remet en état. La chapelle actuelle et le réfectoire sont les derniers vestiges de ce monastère. La chapelle est rendue à son dépouillement d'origine par les Franciscains. 

## Description
La chapelle est bâtie en pierre de schiste. Elle a un aspect de forteresse renforcé par la rareté et le petite taille des ouvertures. Ces dernières, surmontées d'arc en plein cintre sont presque des meurtrières. À l'origine, une tour crénelée faisait office de clocher. Depuis le XIXe siècle, c'est un vrai clocher couvert. Le porche repose sur quatre petites colonnes à chapiteau roman. À l'intérieur, de larges piliers supportent la voute en berceau. Les bas-côtés sont en demi-berceau comme des arcs-boutants. L'abside est voutée en cul-de-four.
Au bord du chemin d'accès au prieuré, près de l'escalier conduisant à la chapelle, se trouve un arbre remarquable. Une légende raconte qu'il aurait été ramené des croisades par un chevalier d'Ambialet.

## Galerie

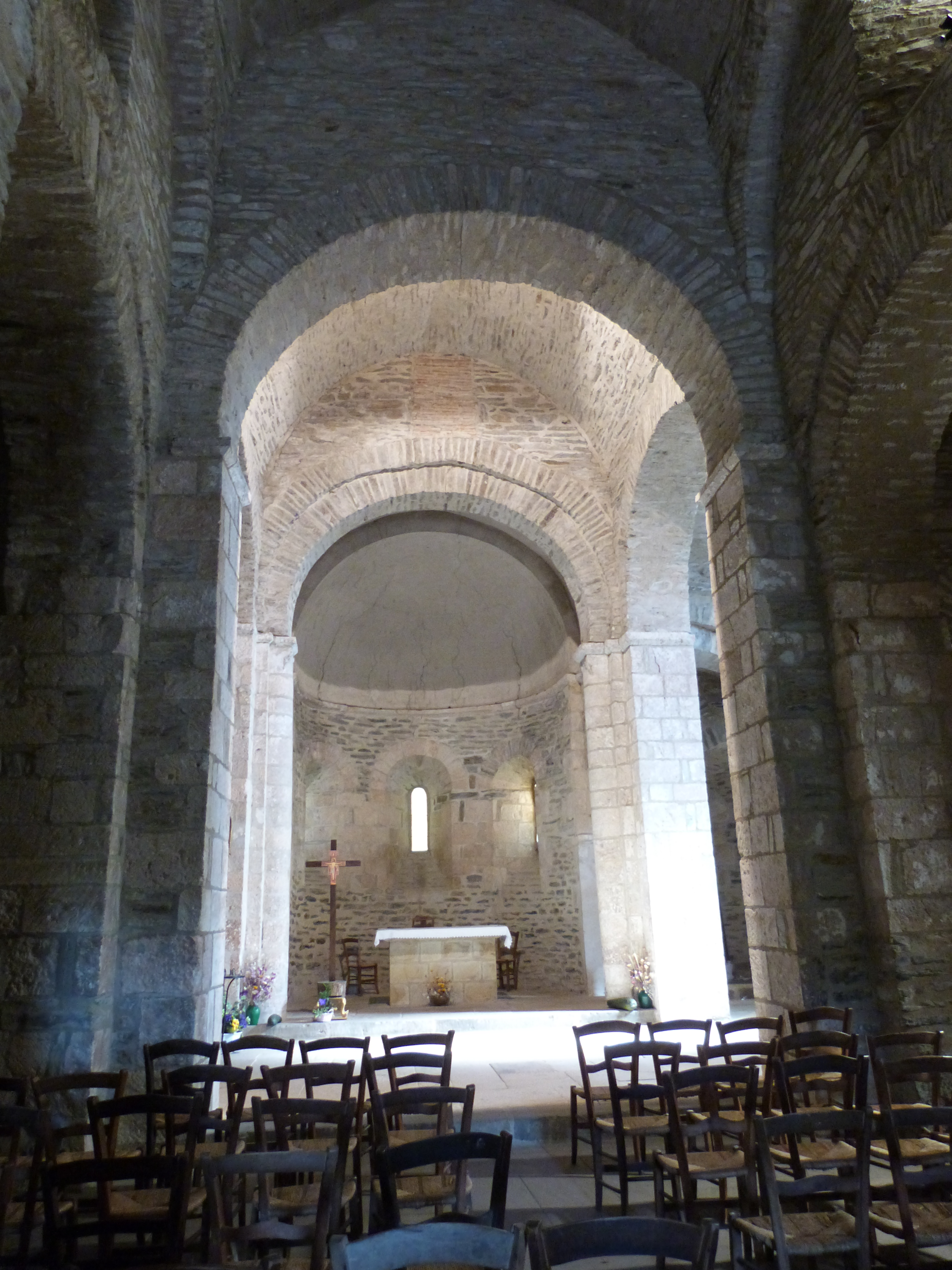
La nef du prieuré
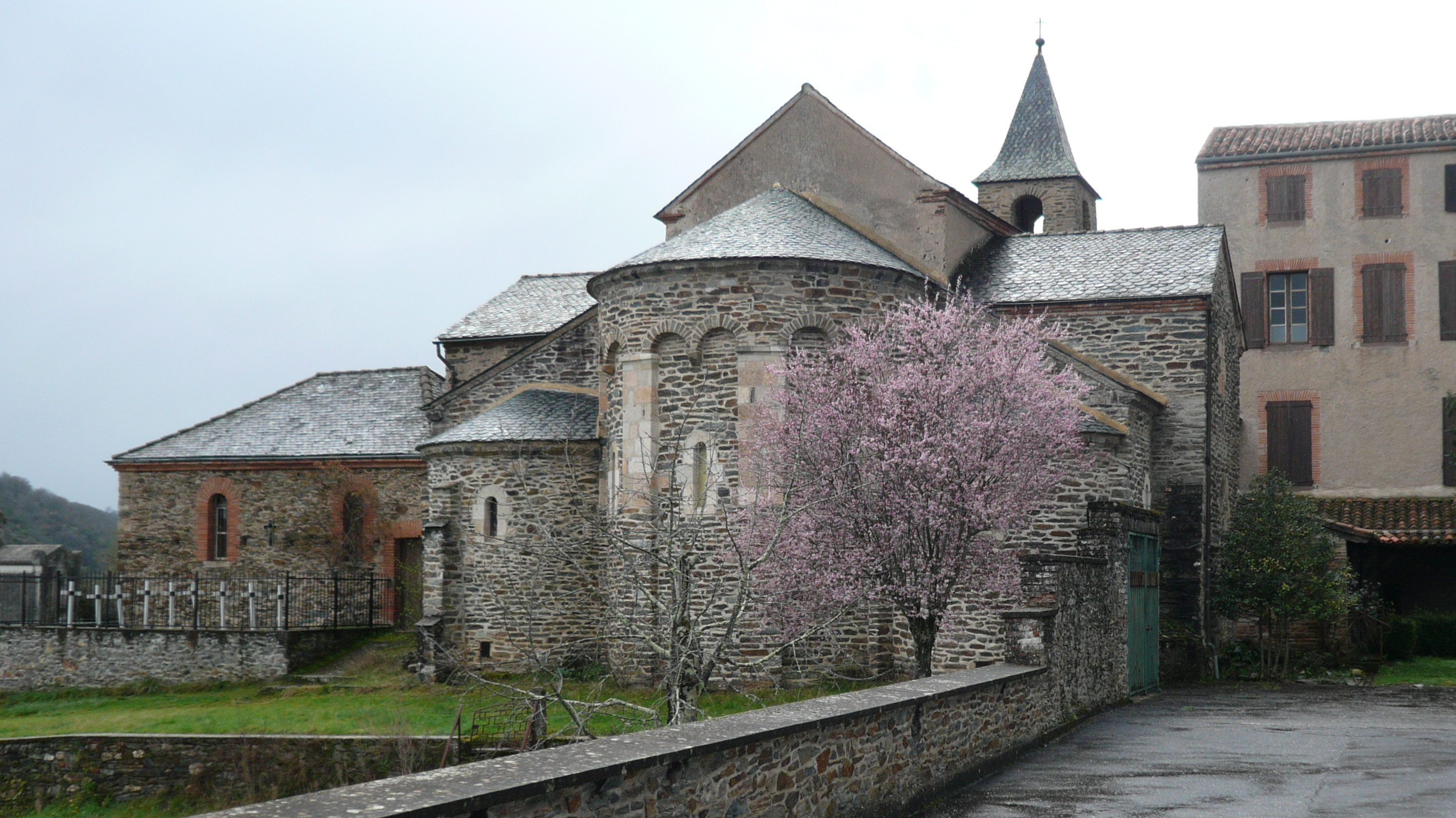
Le prieuré Notre-Dame de l'Oder
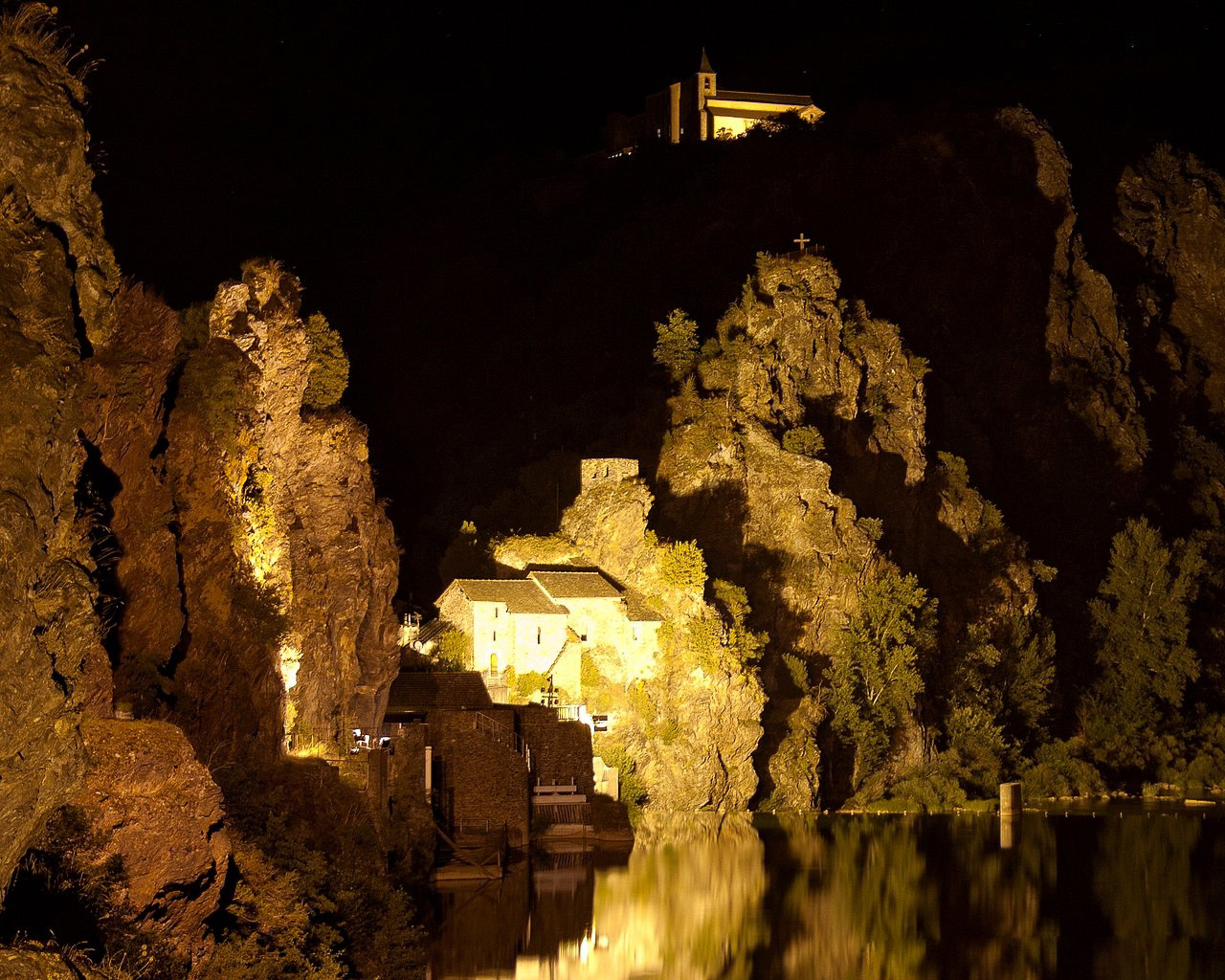
Ambialet de nuit
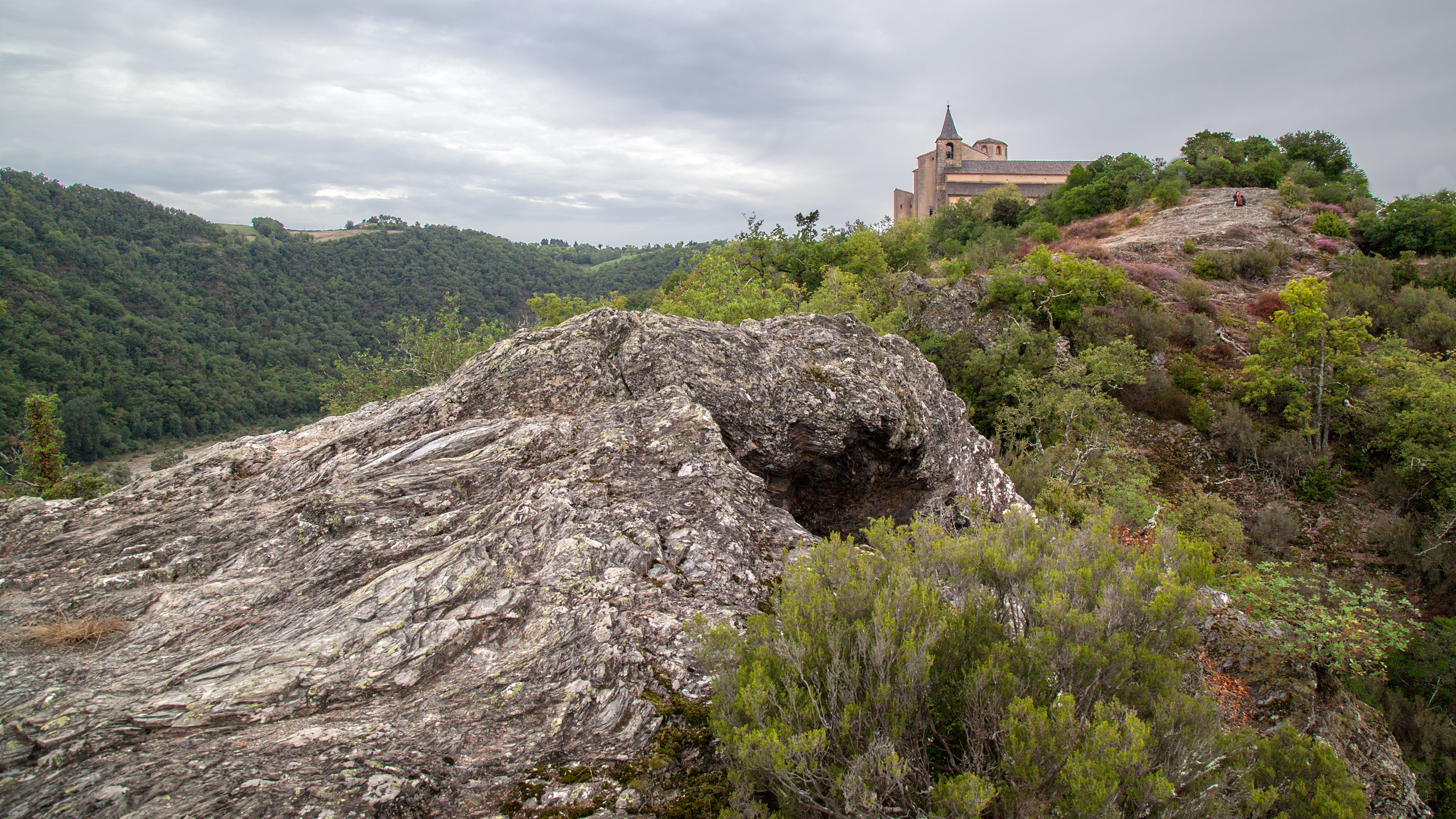